# Xabi Alonso
Xabier Alonso Olona (født 25. november 1981) er en spansk tidligere professionel fodboldspiller, og nuværende cheftræner for Real Madrid. Han har tidligere spillet som midtbanespiller for FC Bayern München, Real Madrid, Liverpool, Real Sociedad, samt Spaniens fodboldlandshold.
I 2005 var han med til at sikre Champions League-trofæet til Liverpool, hvor den engelske klub vendte et 3-0 nederlag til 3-3 og efterfølgende vandt 6-5 i straffesparkskonkurrencen over italienske AC Milan. Alonso var i den kamp en vigtig faktor hos Liverpool, da han scorede det udlignende mål til 3-3 på en returbold efter sit eget brændte straffespark.
Den 30. juli 2009 blev det rapporteret at Alonso havde anmodet om et transfer fra Liverpool.. Den 4. august blev handelen bekræftet af Liverpool forud for en helbredsundersøgelse hos Real Madrid. Transfersummen formodedes at være i omegnen af €34 millioner.
Han vandt 20. april 2011 sin første titel hos Real, da det blev til triumf i Copa del Rey.

## Landshold
Alonso står (pr. 26. marts 2013) noteret for hele 109 kampe og femten scoringer for det spanske landshold, som han debuterede for i 2003 i en venskabskamp mod Ecuador. Han var en del af det spanske hold der vandt guld ved både EM i 2008 og VM i 2010. Han har også deltaget ved både EM i 2004, VM i 2006 og Confederations Cup 2009.
Hans jubilæumskamp nummer 100 blev en personlig triumf for ham, idet han scorede begge målene i EM-kvartfinalen i 2012 mod Frankrig, hvor Spanien vandt 2-0.

### Titler
FA Cup
- 2006 med Liverpool F.C.

FA Community Shield
- 2006 med Liverpool F.C.

UEFA Champions League
- 2005 med Liverpool F.C.
- 2014 med Real Madrid

UEFA Super Cup
- 2005 med Liverpool F.C.

Copa del Rey
- 2011 med Real Madrid
- 2014 med Real Madrid

Supercopa de España
- 2012 med Real Madrid
- 2014 med Real Madrid

La Liga 
- 2012 med Real Madrid

EM
- 2008 med Spanien
- 2012 med Spanien

VM
- 2010 med Spanien